# Семёнов, Николай Георгиевич
Николай Георгиевич Семёнов (28 февраля 1899 года, дер. Бажино, Уфимский уезд, Уфимская губерния — 21 августа 1969 года, Свердловск) — советский военный деятель, генерал-майор (1953 год).

## Начальная биография
Николай Георгиевич Семёнов родился 28 февраля 1899 года в деревне Бажино Уфимского уезда Уфимской губернии.
Работал глазировщиком бумаги на бумажной фабрике «Красный Ключ» в Уфе.

## Военная служба

### Гражданская война
15 июня 1919 года призван в ряды РККА и направлен в отдельный запасной батальон 5-й армии (Восточный фронт), где зачислен курсантом в батальонную школу, из которой 24 октября выпущен младшим командиром и направлен в 14-ю отдельную стрелковую бригаду в составе Восточного фронта, в составе которой служил помощником командира и командиром взвода и принимал участие в боевых действиях против войск под командованием А. В. Колчака. В июне 1920 года 14-я стрелковая бригада была передислоцирована на Северный фронт, где включена в состав 53-й стрелковой дивизии, после чего Н. Г. Семёнов назначен на должность командира взвода и затем принимал участие в боевых действиях в ходе первой советско-финской войны. После ликвидации фронта Н. Г. Семёнов служил начальником пограничной заставы по охраны границы, а затем назначен на должность командира роты в составе 79-го стрелкового полка, которая была направлена на охрану участка Мурманской железной дороги.

### Межвоенное время
В июне 1921 года направлен на учёбу в Борисоглебско-Ленинградскую кавалерийскую школу в Ленинграде, после окончания которой в сентябре 1924 года назначен на должность командира взвода в составе 20-го Сальского кавалерийского полка (4-я Ленинградская кавалерийская дивизия), дислоцированного в Старом Петергофе, в ноябре 1925 года — на должность командира взвода в Борисоглебско-Ленинградской кавалерийской школе, а в декабре 1927 года — на должность курсового командира в составе этой же школы. В октябре 1930 года направлен на учёбу на кавалерийские курсы усовершенствования командного состава в Новочеркасске, после окончания которых с мая 1931 года служил курсовым командиром и помощником командира эскадрона.
В июне 1932 года направлен в Объединённую кавалерийскую школу имени 1-й Конной армии, дислоцированную в Тамбове, в составе которой служил на должностях помощника командира и командира эскадрона, командира технического дивизиона.
25 января 1938 Н. Г. Семёнов назначен на должность командира 68-го казачьего мотокавалерийского полка (12-я казачья кавалерийская дивизия), дислоцированного в Ставрополе, а после его расформирования в апреле того же года переведён командиром 126-го кавалерийского полка (Отдельная кавалерийская бригада), дислоцированного в Нальчике.
В июне 1938 года направлен в 1-ю Краснознамённую армию, где назначен на должность командира 85-го кавалерийского полка в составе 8-й кавалерийской дивизии, 2 сентября 1939 года — на должность инспектора кавалерии этой же армии в г. Ворошилов, а 21 февраля 1940 года — на должность инспектора кавалерии фронтовой группы в Хабаровске.
С 21 июня 1940 года Н. Г. Семёнов служил командиром 10-го запасного кавалерийского полка, дислоцированного в г. Лиски (Орловский военный округ), а с конца апреля 1941 года — заместителем командира 190-й стрелковой дивизии, формировавшейся в Черкассах (Киевский военный округ).

### Великая Отечественная война
23 июня 1941 года 190-я стрелковая дивизия закончила передислоцирование по железной дороге в районе Ягельница.
28 июня подполковник Н. Г. Семёнов назначен на должность командира 159-й стрелковой дивизии, которая отступала из района Тернополя в район Волочиск, а затем к 16 июля передислоцирована западнее Белой Церкви, в районе которой вскоре вела тяжёлые оборонительные боевые действия, в ходе которых войска противника окружили дивизию в 15-20 километрах от Белой Церкви, из которого вышла через два дня в районе Старицы и затем заняла рубеж западнее Ржищева, откуда передислоцирована в Канев на доукомплектование. В районе Канева дивизия под командованием Н. Г. Семёнова вела оборонительные боевые действия в течение 15 дней, а затем переправилась на западный береге Днепра.
В середине сентября назначен на должность начальника 1-й части оперативного отдела штаба 26-й армии, которая 26 сентября попала в окружение в районе Киева. Штабом Юго-Западного фронта из резервных частей была сформирована Лубненская оперативная группа под командованием генерал-майора И. И. Алексеева, а подполковник Н. Г. Семёнов назначен её начальником штаба. Перед оперативной группой стояла задача выйти к городу Лубны и не дать двум группировкам войск противника соединиться, однако она не была выполнена, и при выходе из окружения генерал-майор Алексеев попал в плен, а Н. Г. Семёнов 30 октября был тяжело ранен и эвакуирован в госпиталь.
После излечения 9 февраля 1942 года назначен на должность командира 4-го запасного кавалерийского полка (Северокавказский военный округ), 7 августа того же года — на должность заместителя начальника 2-го Орджоникидзевского пехотного училища, а 17 июля 1944 года — на должность командира 50-го запасного стрелкового полка (15-я запасная стрелковая дивизия), дислоцированного в Сталинграде.

### Послевоенная карьера
После окончания войны находился на прежней должности.
29 сентября 1945 года назначен командиром 162-го стрелкового полка (327-я стрелковая дивизия), дислоцированного в Астрахани, в феврале 1946 года — командиром 1040-го стрелкового полка (295-я стрелковая дивизия), в июне того же года — заместителем командира 46-й отдельной стрелковой Новогородской бригады (6-й стрелковый корпус), дислоцированной в Урюпинске, а в августе 1949 года — заместителем командира 30-й отдельной стрелковой бригады (Уральский военный округ), дислоцированной в Кунгуре.
В феврале 1950 года Н. Г. Семёнов направлен на учёбу на курсы усовершенствования командиров стрелковых дивизий при Военной академии имени М. В. Фрунзе, после окончания которых в апреле 1951 года назначен на должность командира 36-й отдельной стрелковой бригады (10-й стрелковый корпус), в октябре 1953 года — на должность командира 65-й механизированной дивизии, а в июле 1955 года — на должность начальника Свердловского суворовского военного училища.
Генерал-майор Николай Георгиевич Семёнов 14 декабря 1957 года вышел в запас. Умер 21 августа 1969 года в Свердловске.

## Награды
- Орден Ленина (21.02.1945);
- Три ордена Красного Знамени (22.02.1944, 03.11.1944, 20.06.1949);
- Медали.